# Feng Menglong
Feng Menglong född 1574 i Suzhou, provinsen Jiangsu, död 1646, var en kinesisk författare.
Feng genomgick den kinesiska statsexamen 1631 och var 1634-1638 domare i provinsen Fujian. Han bearbetade och utgav huaben (skriftliga förlagor till folkliga berättelser).